# Västerviks valkrets
Västerviks valkrets var en särskild valkrets med ett mandat vid riksdagsvalet till andra kammaren 1908. Mandatet innehades av Axel Rune, borgmästare i Västerviks stad. Valkretsen avskaffades vid valet 1911 och uppgick i Kalmar läns norra valkrets.

## Riksdagsman
- Axel Rune (1909-1911), lib s

## Valresultat

### 1908
| Andrakammarvalet i Sverige 1908: Västerviks valkrets | Andrakammarvalet i Sverige 1908: Västerviks valkrets | Andrakammarvalet i Sverige 1908: Västerviks valkrets | Andrakammarvalet i Sverige 1908: Västerviks valkrets | Andrakammarvalet i Sverige 1908: Västerviks valkrets |
| Kandidat                                             | Kandidat                                             | Röster                                               | Röster                                               | Röster                                               |
| Kandidat                                             | Kandidat                                             | Antal                                                | %                                                    | +− %                                                 |
| ---------------------------------------------------- | ---------------------------------------------------- | ---------------------------------------------------- | ---------------------------------------------------- | ---------------------------------------------------- |
|                                                      | Axel Rune                                            | 335                                                  | 97,7                                                 |                                                      |
|                                                      | Närmaste kandidat                                    | 2                                                    | 0,6                                                  |                                                      |
|                                                      | Övriga kandidater                                    | 6                                                    | 1,7                                                  | —                                                    |
| Antal giltiga röster                                 | Antal giltiga röster                                 | 343                                                  |                                                      |                                                      |
| Kasserade röster                                     | Kasserade röster                                     | 2                                                    |                                                      |                                                      |
| Totalt                                               | Totalt                                               | 345                                                  |                                                      |                                                      |